# 大平台 (北九州市)
大平台（おおひらだい）は福岡県北九州市八幡西区の町。住居表示実施済み。郵便番号は807-0084。

## 地理
八幡西区の中部西端に位置し、北西に塔野、北に下上津役、東に大平、南に船越と接する。また、西に中間市と接する。

## 地域の特徴
町域の北東端を国道200号が走る。台地に立地する住宅街であり、南西方向に緩やかな上り勾配となっている。北西部に浄土真宗本願寺派 満福寺がある。

## 歴史
この辺りはかつて大字下上津役の字、大平と呼ばれていた地域である。ひまわり台と通称されていたことから町内の公園名もひまわり公園となっている。

### 沿革
- 1984年（昭和59年）6月1日 - 大平台新設[5][6]。

### 町名の変遷
| 実施内容          | 実施年月日               | 実施後 | 実施前                         |
| ----------------- | ------------------------ | ------ | ------------------------------ |
| 町名新設 住居表示 | 1984年（昭和59年）6月1日 | 大平台 | 大字下上津役，大字香月の各一部 |

## 世帯数と人口
2025年（令和7年）3月31日現在（北九州市発表）の世帯数と人口は以下の通りである。
| 町     | 世帯数  | 人口  |
| ------ | ------- | ----- |
| 大平台 | 481世帯 | 972人 |

### 人口の変遷
国勢調査による人口の推移。
| 1995年（平成7年）  | 1,339人 | [ 7 ]  |  |
| 2000年（平成12年） | 1,262人 | [ 8 ]  |  |
| 2005年（平成17年） | 1,158人 | [ 9 ]  |  |
| 2010年（平成22年） | 1,094人 | [ 10 ] |  |
| 2015年（平成27年） | 1,045人 | [ 11 ] |  |
| 2020年（令和2年）  | 954人   | [ 12 ] |  |

### 世帯数の変遷
国勢調査による世帯数の推移。
| 1995年（平成7年）  | 404世帯 | [ 7 ]  |  |
| 2000年（平成12年） | 406世帯 | [ 8 ]  |  |
| 2005年（平成17年） | 407世帯 | [ 9 ]  |  |
| 2010年（平成22年） | 404世帯 | [ 10 ] |  |
| 2015年（平成27年） | 413世帯 | [ 11 ] |  |
| 2020年（令和2年）  | 401世帯 | [ 12 ] |  |

## 学区
市立小・中学校に通う場合、学区は以下の通りとなる。
| 町     | 街区 | 小学校               | 中学校               |
| ------ | ---- | -------------------- | -------------------- |
| 大平台 | 全域 | 北九州市立塔野小学校 | 北九州市立沖田中学校 |

## 交通

### 道路
- 国道200号

## 施設

### 社会福祉施設
- 大平台南年長者いこいの家

### 寺社
- 浄土真宗本願寺派 満福寺

### 公園
- 大平台ひまわり公園
- 大平台西公園
- 大平台南公園